# افعی دریایی
افعی دریایی (نام علمی: Hydrophis viperinus) نام یک گونه از تیره کفچه‌ماران است.
این مار در اقیانوس های هند و آرام و همچنین در خلیج فارس زندگی می کند و جز مار های سمی دریایی می باشد.طول جنس نر تا ۹۲۵ میلی متر و ماده تا ۸۳۰ میلی متر می رسد و طول دم جنس نر ۱۰۰ میلی متر و ماده ۸۰ میلی متر است.